# Íñigo Sáenz de Ugarte
Íñigo Sáenz de Ugarte Gutiérrez (Vitoria, 1963) es un periodista español.
Trabajó desde 1998 hasta 2006 para la sección de informativos Telecinco cubriendo Oriente Medio. Ese año, fue uno de los fundadores del diario Público y ejerció de redactor jefe de internacional para sus páginas. Fue, asimismo, corresponsal en Londres.
En la actualidad es subdirector de elDiario.es.